# Herminia cristulalis
Herminia cristulalis är en fjärilsart som beskrevs av Otto Staudinger 1892. Herminia cristulalis ingår i släktet Herminia och familjen nattflyn. Inga underarter finns listade i Catalogue of Life.